# Citharexylum joergensenii
Citharexylum joergensenii là một loài thực vật có hoa trong họ Cỏ roi ngựa. Loài này được (Lillo) Moldenke mô tả khoa học đầu tiên năm 1940.